# Etheostoma barbouri
Etheostoma barbouri is een straalvinnige vissensoort uit de familie van de echte baarzen (Percidae). De wetenschappelijke naam van de soort is voor het eerst geldig gepubliceerd in 1971 door Kuehne & Small.